# The Street (serie de televisión)
The Street (estilizado como The $treet) es una serie de televisión estadounidense que se emitió por la cadena Fox entre el 1 de noviembre y el 13 de diciembre de 2000. Creada por Jeff Rake y Darren Star, solamente contó con doce episodios, de los cuales solamente se emitieron siete en los Estados Unidos. A nivel internacional, la serie se emitió en su totalidad.

## Sinopsis
La serie relata la historia de una pequeña firma de agentes de bolsa llamada Belmont Stevens, situada en la ciudad de Nueva York, y de las vidas de sus empleados, que se debaten entre sacar a flote la empresa en el competido mundo de Wall Street y sus turbulentas vidas personales.

## Reparto
- Tom Everett Scott como Jack Kenderson
- Melissa De Sousa como Donna Pasqua
- Sean Maher como Chris McConnell
- Christian Campbell como Tim Sherman
- Nina Garbiras como Alexandra Brill
- Giancarlo Esposito como Tom Divack
- Rick Hoffman como Freddie Sacker
- Jennifer Connelly como Catherine Miller
- Bridgette Wilson como Bridgette Dishell
- Adam Goldberg como Evan Mitchell